# Formula–1 koreai nagydíj
A koreai nagydíj megrendezése 2006. október 2-án vált hivatalossá. Helyszínéül a Korean International Circuit szolgál Dél-Koreában. Az első nagydíjat 2010. október 24-én rendezték.

## Győztesek
| Év   | Versenyző        | Konstruktőr      | Pálya      | Összefoglaló |
| ---- | ---------------- | ---------------- | ---------- | ------------ |
| 2013 | Sebastian Vettel | Red Bull-Renault | Dél-Jeolla | Összefoglaló |
| 2012 | Sebastian Vettel | Red Bull-Renault | Dél-Jeolla | Összefoglaló |
| 2011 | Sebastian Vettel | Red Bull-Renault | Dél-Jeolla | Összefoglaló |
| 2010 | Fernando Alonso  | Ferrari          | Dél-Jeolla | Összefoglaló |